# Асланян, Марлен Мкртычевич
Марле́н Мкрты́чевич Асланя́н (10 января 1932, Ереван, АрмССР, СССР — 27 марта 2025, Москва) — советский и российский генетик. Доктор биологических наук, профессор.

## Биография
Ещё до начала Великой Отечественной войны переехал с родителями в Москву. Отец — зоотехник, занимался искусственным осеменением, окончил аспирантуру Всесоюзного института животноводства. Мать — биохимик.
Окончил биологический факультет МГУ имени М. В. Ломоносова. Дипломная работа защищена на кроликах по теме «Влияние возраста родителей на качество потомства».
В 1964 году в МГУ имени М. В. Ломоносова защитил диссертацию на соискание учёной степени кандидата биологических наук по теме «Особенности эмбрионального развития помесных и чистопородных плодов свиней при реципрокных скрещиваниях пород крупная белая и шведский ландрас». В данной работе была поставлена задача изучить закономерности наследования признаков и свойств на разных стадиях эмбрионального развития при реципрокных скрещиваниях свиней пород крупная белая и шведский ландрас.
Докторская диссертация — «Закономерность и природа мутационного процесса» (на дрозофилах).
Профессор кафедры генетики биологического факультета МГУ имени М. В. Ломоносова. Как пишет журналист Лев Московкин, Асланян «обнаружил на хорах Большей зоологической аудитории библиотеку кафедры генетики, кем-то заботливо спрятанную до наступления мичуринской биологии».
Член редакционного совета научного журнала «Экологическая генетика».
Скончался 27 марта 2025 года на 94 году жизни.

## Научные труды

### Диссертации
- Асланян М. М. Особенности эмбрионального развития помесных и чистопородных плодов свиней при реципрокных скрещиваниях пород крупная белая и шведский ландрас: автореферат дис. … кандидата биологических наук /Асланян М.М.; [Место защиты: Московский ордена Ленина и ордена Трудового Красного Знамени государственный университет им. М. В. Ломоносова биолого-почвенный факультет]. — Воронеж, 1964. — 26 с.

### Монографии
- Александр Сергеевич Серебровский, 1892—1948 : [Генетик / М. М. Асланян, Н. Б. Варшавер, Н. В. Глотов и др.]; Отв. ред. Н. Н. Воронцов; [Рос. АН]. — М. : Наука, 1993. —191 с. — (Научно-биографическая серия). ISBN 5-02-004207-2
- Абилев С. К., Глазер В. М., Асланян М. М. Основы мутагенеза и генотоксикологии : лекции. — М.: МГУ имени М. В. Ломоносова, Ин-т общей генетики им. Н. И. Вавилова РАН, Учебно-научный центр Каф. генетики Биологического фак. МГУ и Ин-та общей генетики им. Н. И. Вавилова.; СПб. : Нестор-История, 2012. — 144 с. ISBN 978-5-905986-98-7
- Шкурат Т. П., Асланян М. М., Тарасов В. А., Беличко Н. И., Машкина Е. В., Александрова А. А., Чистяков В. А., Григорян Н. А., Деревянчук Е. Г., Амелина С. С., Лянгасова О. В., Полтавский М. А. Генетика человека .

### Учебные пособия
- Асланян М. М., Солдатова О. П. Генетика и происхождение пола : учеб. пособие. — М. : Авторская академия : Т-во науч. изд. КМК, 2010. — 114 с. ISBN 978-5-91902-001-1

### Статьи
- Aslanian M. M., Smrnova V. A. Chemically induced latent mutations in drosophila // Genetics. — 1973. — Т. 74. — № 2 PART 2. — С. 11.
- Aslanyan M. M., Smirnova V. A. Analysis of mutations induced by alkylating agents in drosophila melanogaster: I. character of visible changes induced by N-nitrosoethylurea in several Drosophila generations // Генетика. — 1977. — Т. 8. — № 4. — С. 646.
- Aslanyan M. M., Kim A. I., Smirnova V. A. Characterization of the mutagenic effect of 1,4-bis-diazoacetylbutane on Drosophila melanogaster mature spermatozoons // Генетика. — 1981. — Т. 17. — № 4. — С. 677.
- Derzhavets E. M., Kim A. I., Aslanyan M. M. Analysis of spontaneous chromosomal aberrations in neuroblasts of genetically unstable mutator strain of Drosophila // Генетика. — 1988. — Т. 24. — № 5. — С. 857.
- Ким А. И., Беляева Е. С., Ларкина З. Г., Асланян М. М. Генетическая нестабильность и транспозиции мобильного элемента МДГ 4 в мутаторной линии Drosophila melanogaster // Генетика. — 1989. — Т. 25. — № 10. — С. 1747.
- Kim A. I., Belyaeva E. S., Aslanian M. M. Autonomous transposition of gypsy mobile elements and genetic instability in Drosophila melanogaster. // Molecular and General Genetics MGG. — 1990. — Т. 224. — С. 303.
- Aslanyan M. M., Romanova L. G., Markelova N. A. The effect of individual chromosomes on the sexual behavior in drosophila // Генетика. — 1990. — Т. 26. — № 9. — С. 1591.
- Смирнова В. А., Державец Е. М., Ларкина З. Г., Ким А. И., Асланян М. М. Характер спонтанного и индуцированного мутагенеза в генетически нестабильной мутаторной линии Drosophila melanogaster // Биологические науки. — 1991. — № 3. — С. 118.
- Aslanyan M. M., Kim A. I., Magomedova M. A., Fatkulbayanova N. L. Analysis dominant and recessive sex-linked lethal mutant induced by low doses irradiation in genotypically different strains of Drosophila melanogaster W AND MS // Генетика. — 1994. — Т. 30. — № 9. — С. 1220.
- Tarasov V. A., Abilev S. K., Aslanian M. M. The principles of formalized quantitative assessment of genetic risk of chemicals tohumans // Russian Journal of Genetics. — 1999. — Т. 35. — № 11. — С. 1368—1380.
- Шестаков С. В., Асланян М. М. О преподавании генетики в Московском государственном университете им. М. В. Ломоносова // Вавиловский журнал генетики и селекции. — 1999. — № 11. — С. 3.
- Tarasov V. A., Velibekov R. M., Lyubimova K., Aslanyan M. M. Low efficiency short-term testing in the assessment of the mutagenic hazard of chemical compounds to mammals // Генетика. — 2001. — Т. 37. — № 7. — С. 1008—1017.
- Тарасов В. А., Тарасов А. В., Любимова И. К., Асланян М. М. Проблема количественной оценки опасности химических соединений в генетическойтоксикологии // Успехи современной биологии. — 2002. — Т. 122. — № 2. — С. 136.
- Тарасов В. А., Абилев С. К., Велибеков Р. М., Асланян М. М. Эффективность батарей тестов при оценке потенциальной мутагенной опасности химических соединений // Генетика. — 2003. — Т. 39. — № 10. — С. 1406.
- Tarasov V. A., Abilev S. K., Velibekov R. M., Aslanyan M. M. Efficiency of Batteries of Tests for Estimating Potential Mutagenicity of Chemicals // Russian Journal of Genetics. — 2003. — Т. 39. — № 10. — С. 1191—1200.
- Асланян М. М., Зинченко В. В., Карбышева Е. А. Академику Сергею Васильевичу Шестакову 70 лет // Вавиловский журнал генетики и селекции. — 2004. — № 30. — С. 103—113.
- Тарасов В. А., Асланян М. М., Цырендоржиева Е. С., Гарькавцева Р. Ф., Любченко Л. Н., Алтухов Ю. П. Зависимость вероятности развития рака молочной железы у женщин отих генотипа. // Доклады Российской академии медицинских наук. — 2004. — Т. 398. — № 2. — С. 282—285.
- Тарасов В. А., Асланян М. М., Цырендоржиева Е. С., Гарькавцева Р. Ф., Любченко Л. Н., Алтухов Ю. П., Мельник В. А. Популяционно-генетический анализ связи полиморфизмовгенов BRCA1 и Р53 с развитием спорадического рака молочной железы //Генетика. — 2005. — Т. 41. — № 8. — С. 1115—1124.
- Tarasov V. A., Tsyrendorzhiyeva E. S., Altukhov Yu. P., Aslanyan M. M., Litvinov S. S., Gar’kavtseva R. F. Genetically determined subdivision of human populations with respect tothe risk of breast cancer in women // Doklady Biological Sciences. — 2006. — Т. 406. — № 1-6. — С. 66-69.
- Асланян М. М., Тарасов В. А., Литвинов С. С. Генетика онтогенеза // Открытое образование. — 2006. — № 3. — С. 25.
- Асланян М. М. Памяти Е. П. Гуськова (К 70-летию со дня рождения) ББК Чарльз Дарвин и современная биология // Научная мысль Кавказа. — Ростов н/Д.: Северо-Кавказский научный центр высшей школы ЮФУ. — 2010. — № 3. — С. 13-24. ISSN: 2072-0181
- Сальникова Л. Е., Зелинская Н. И., Белопольская О. Б., Асланян М. М., Рубанович А. В. Ассоциативное исследование генов детоксикации ксенобиотиков и репарации у детей со злокачественными новообразованиями мозга // Acta Naturae (русскоязычная версия). — 2010. — Т. 2. — № 4. — С. 65-73.
- Асланян М. М., Солдатова О. П. Письмо в редакцию Онтогенеза. // Онтогенез. — 2011. — Т. 42. — № 2. — С. 159—160.

## Публицистика
- Асланян М. М., Спирин А. С. Полосатая дочь кобылы лорда Мортона // Журнал «Друг» (для любителей кошек). — М.: Премьера-Медиа, 1997. — № 3(21). — С. 22. Архивировано 19 января 2013 года.

## Интервью
- Натитник Анна Интеллект по наследству? // Harvard Business Review, № 6 (79) Июнь — Июль 2012.
- Меламед Юлия Профессор Марлен Асланян: «Мне почему-то кажется, что кошки знают нас лучше, чем мы их» Архивная копия от 10 июня 2015 на Wayback Machine // Московские новости, 28.02.2013.

## Цитаты
- «Я чётко придерживаюсь одного мнения, что не может быть стопроцентной предопределенности. Судьба человека, может быть, в какой-то мере зависит от генов, но в очень малой степени. Она всё-таки зависит от воли. Культура, вот вся социальная биологическая сущность человека — она создаёт его судьбу. И какой элемент больше будет оказывать влияние — фактор культуры или фактор генетический, зависит от случая. Возьмите двух близнецов: и у одного судьба пойдёт по одному плану, у другого — совершенно по другому плану»[5].